# Spirostreptus acicollis
Spirostreptus acicollis är en mångfotingart som beskrevs av Carl Oscar von Porat. Spirostreptus acicollis ingår i släktet Spirostreptus och familjen Spirostreptidae. Inga underarter finns listade i Catalogue of Life.